# Wolf 359
Wolf 359 ist ein Roter Zwerg im Sternbild Löwe. Mit einer Entfernung von ca. 7,8 Lichtjahren ist er der dem Sonnensystem fünftnächste Stern. Dennoch ist er wegen seiner geringen Helligkeit nicht mit bloßem Auge zu sehen. Der Stern wurde erst 1918 mittels Astrofotografie vom deutschen Astronomen Max Wolf entdeckt und im Rahmen eines von ihm veröffentlichten Sternenkatalogs benannt.

## Beschreibung

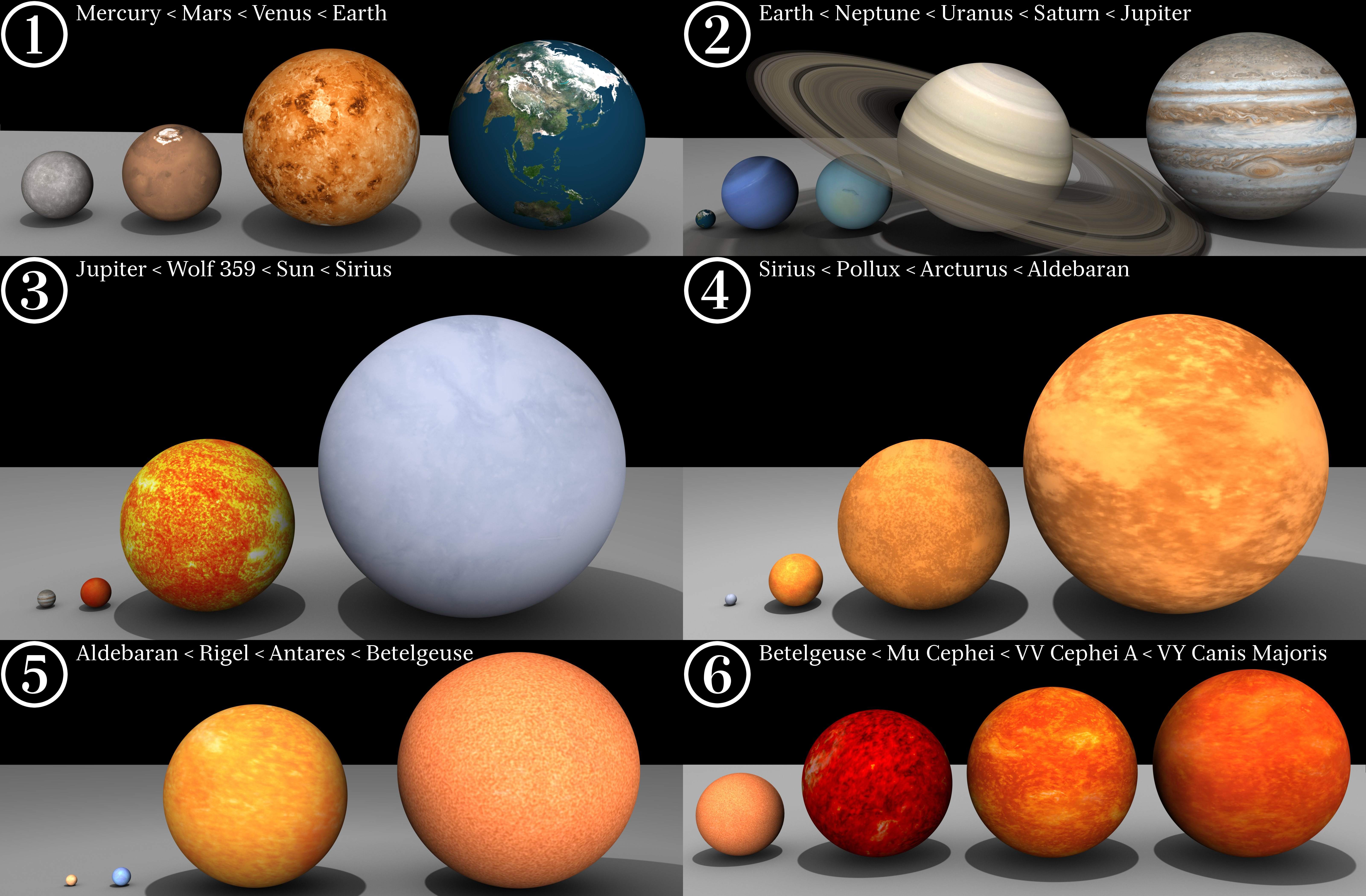
Wolf 359 (zweiter von links in Bild 3) im Größenvergleich mit anderen Himmelskörpern

Wolf 359 ist einer der am schwächsten leuchtenden Sterne. Mit rund 10 Prozent der Sonnenmasse ist er ein Grenzfall zwischen einem Braunen und einem Roten Zwerg. Seine Kerntemperatur hat nur knapp dazu ausgereicht, eine Kernfusion von Wasserstoff zu Helium zu starten und daraus Energie zu gewinnen.
Als extremer Roter Zwerg des Spektraltyps M6 leuchtet der Stern dunkelrot. Wolf 359 neigt zu unregelmäßigen Ausbrüchen, bei denen seine Helligkeit für kurze Zeit stark ansteigt. Diese Eigenschaft ist für viele Rote Zwerge typisch, daher wird dieser Typ auch als Flare-Stern bezeichnet. Als veränderlicher Stern trägt Wolf 359 die Bezeichnung CN Leonis.

## Planetensystem
Im Jahre 2019 wurde die mögliche Entdeckung von zwei Planeten um Wolf 359 mittels Radialgeschwindigkeitsmethode bekanntgegeben. Bei der Studie wurden die über Jahre gewonnenen Daten mehrerer Échelle-Spektrographen kombiniert. Der innere Planet Wolf 359 c befindet sich bereits außerhalb der habitablen Zone trotz eines Abstands von lediglich 0,018 AE. Der äußere Planet Wolf 359 b befindet sich mit etwa 1,8 AE deutlich weiter außen und wird aufgrund der geringen Leuchtkraft von Wolf 359 kaum mehr Energie vom Stern erhalten.
Wegen seiner geringen Leuchtkraft ist die habitable Zone um Wolf 359 sehr nahe beim Stern. Ein hypothetischer Planet mit flüssigem Wasser müsste Wolf 359 in nur 0,004 AE (628.000 km) Abstand umkreisen. Das ist weniger als die doppelte Distanz Erde–Mond. Die Folge wäre eine gebundene Rotation und eine Umkreisung des Sterns würde bei diesem Abstand nur rund acht Stunden dauern. Planeten in größerer Distanz wären zu kalt für flüssiges Wasser.
| Planet     | Entdeckt | Masse (Erdmassen) | Radius (Erdradien) | Große Halbachse der Bahn (AU) | Umlaufzeit (Tage) | Exzentrizität   |
| ---------- | -------- | ----------------- | ------------------ | ----------------------------- | ----------------- | --------------- |
| Wolf 359 b | 2019     | 43,5 +29,5−23,9   | -                  | 1,845 +0,289−0,258            | 2938 ± 436        | 0,04 +0,27−0,04 |
| Wolf 359 c | 2019     | 3,8 +2,0−1,6      | -                  | 0,018 ± 0,002                 | 2,69 ± 0,01       | 0,15 +0,20−0,15 |

### Visuelle Beobachtung

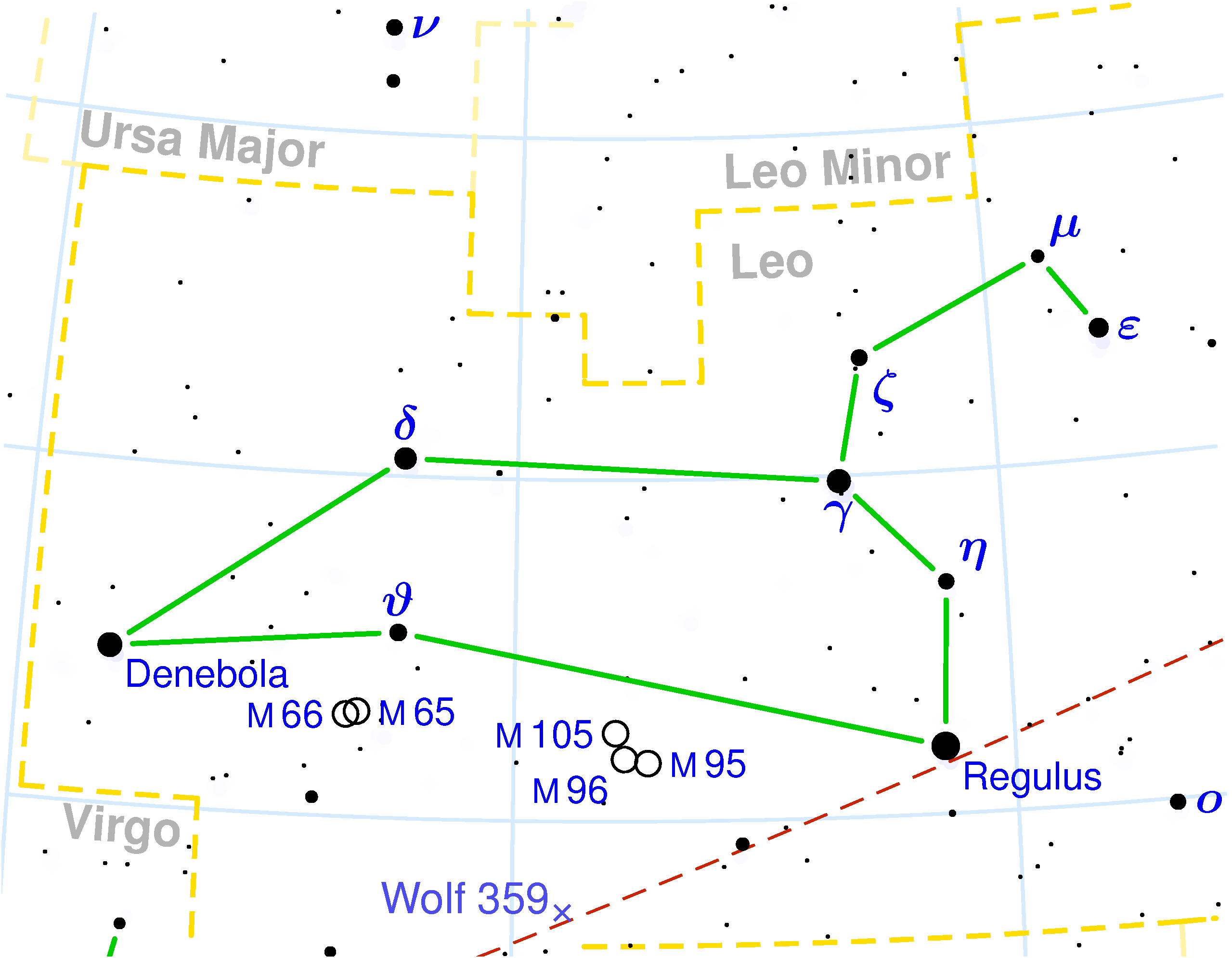
Sternbild Löwe mit der Position von Wolf 359

Wolf 359 ist knapp unterhalb des Sternbilds Löwe recht einfach aufzufinden. Dazu kann der auffallend rot leuchtende, 5,8 mag helle Stern 56 Leonis als Orientierung dienen. Wolf 359 befindet sich 50 Bogenminuten nördlich davon.
Allerdings ist Wolf 359 derart lichtschwach, dass er nur in einem größeren Instrument ab 35 cm Durchmesser zu erkennen ist. In kleineren Instrumenten ist eine visuelle Beobachtung kaum möglich.

## Erwähnung in der Science Fiction und Populärkultur
- Im Star-Trek-Universum ist Wolf 359 der Schauplatz einer vernichtenden Niederlage der Föderation gegen die Borg, auf welche in späteren Episoden, Serien, Filmen und Spielen Bezug genommen wird.
- Im Computerspiel Freespace ist eine terranische Flotte bei Wolf 359 stationiert. Eine Versetzung dorthin wird nur bei Strafen für fehlgeschlagene Missionen erwähnt.
- Im Roman Chindi von Jack McDevitt wird Wolf 359 als Ziel der zweiten interstellaren Reise der Menschheit erwähnt.
- Im Roman Der Zusammenbruch (Band 1 der Reihe Die Nanokriege) von John Ringo findet bei Wolf 359 ein größeres Terraforming-Projekt statt.
- Im Roman Der rote Nebel (1979) aus der Science-Fiction-Reihe um die Figur des Commander Perkins (Franz Schneider Verlag) wird die Erde durch einen roten Nebel bedroht, der mit Hilfe des Dimensionsbrechers vom achten Planeten der Sonne Wolf 359 zur Erde transportiert wird.
- Im Hörspiel Planetaktion Z der Science-Fiction-Reihe Mark Brandis wird ein Rettungsmanöver Richtung Wolf 359 geflogen.
- Im ersten Teil „Trucker“ der Nomen-Trilogie von Terry Pratchett liest die Hauptfigur Masklin in einem Kinderbuch über Sterne u. a. vom Stern Wolf 359.
- Im achten Teil "Armageddon" der Buchreihe "Expeditionary Force" von Craig Alanson als Teil einer Hintergrundhandlung in Kapitel 41.
- Die Handlung des Hörspielpodcasts "Wolf 359" findet auf einer Weltraumstation statt, die sich im Orbit um den Stern befindet.
- Band 6 "Season of the wolf" Kapitel 10 der SF-Reihe "The Lunar Free State" von John E. Siers
- In den fünf Büchern der Reihe Justin Time von Peter Schwindt wird das Sternsystem Wolf 359 als eine Gegend erwähnt, aus der Singularitäten (= Mini-Schwarze Löcher) geborgen werden.
- Auf Steven Wilsons Album The Overview wird Wolf 359 im Abschnitt „Perspective“ des titelgebenden Lieds The Overview erwähnt.